# German Svešnikov
German Alexandrovič Svešnikov (11. května 1937 – 9. června 2003 Nižnij Novgorod, Sovětský svaz) byl sovětský a ruský sportovní šermíř, který se specializoval na šerm fleretem.
Sovětský svaz reprezentoval v padesátých a šedesátých letech. Jako sovětský reprezentant zastupoval gorkijskou šermířskou školu, která spadala pod Ruskou SFSR. Na olympijských hrách startoval v roce 1960, 1964 a 1968 v soutěži jednotlivců a družstev. V roce 1962 a 1965 získal titul mistra světa v soutěži jednotlivců. Se sovětským družstvem fleretistů vybojoval dvě zlaté (1960, 1964) a jednu stříbrnou (1968) olympijskou medaili a celkem vybojoval s družstvem sedm titulů mistrů světa (1959, 1961, 1962, 1963, 1965, 1966, 1969).